# Violeta (ciruela)
Violeta es una variedad cultivar de ciruelo (Prunus salicina), de las denominadas ciruelas japonesas,
una variedad de ciruela oriunda de la comunidad autónoma de Cataluña, comarca del Bajo Ebro Tortosa (Tarragona). Las frutas tienen un tamaño extraordinariamente grande, de forma acordada, color de piel rojo sangre oscuro o amoratado, y pulpa de color amarillo ámbar, en parte teñida de rojo bajo la piel, con textura muy blanda, licuescente, extraordinariamente jugosa, y sabor el clásico de las japonesas, pero muy aromático y delicado, muy bueno.

## Sinonimia
- "Violeta 935".[3]

## Historia
'Violeta' variedad de ciruela local cuyos orígenes se sitúan en la zona de la comunidad autónoma de Cataluña, comarca del Bajo Ebro Tortosa (Tarragona).
'Violeta' está cultivada en el banco de germoplasma de cultivos vivos de la Estación experimental Aula Dei de Zaragoza. Está considerada incluida en las variedades locales autóctonas muy antiguas, cuyo cultivo se centraba en comarcas muy definidas, que se caracterizan por su buena adaptación a sus ecosistemas, y podrían tener interés genético en virtud de su características organolepticas y resistencia a enfermedades, con vista a mejorar a otras variedades.

## Características
'Violeta' árbol de porte extenso, vigoroso, erguido, muy fértil y resistente. Tiene un tiempo de floración que comienza a partir del 16 de abril con el 10% de floración, para el 20 de abril tiene una floración completa (80%), y para el 29 de abril tiene un 90% de caída de pétalos.
'Violeta' tiene una talla de tamaño extraordinariamente grande, de forma acordada, con dos grandes protuberancias a los lados de la sutura, junto a cavidad peduncular., presentando sutura línea poco visible, a veces de color más claro que el fruto, situada en depresión bastante acentuada en toda su extensión, disminuyendo hacia el punto pistilar y aumentando hacia la cavidad peduncular donde queda completamente hundida entre dos grandes protuberancias; epidermis tiene una piel muy fina, lisa, brillante, poco pruinosa, sin pubescencia, de color rojo sangre oscuro o amoratado, presentando punteado amarillento, muy abundante y perceptible en la zona pistilar, escaso por el resto, círculos concéntricos ruginosos-"russetting" en la cavidad peduncular; pulpa de color amarillo ámbar, en parte teñida de rojo bajo la piel, con textura muy blanda, licuescente, extraordinariamente jugosa, y sabor el clásico de las japonesas, pero muy aromático y delicado, muy bueno.
Hueso adherente, grande, elíptico, cresta ventral y surcos laterales muy marcados, superficie muy
labrada.
Su tiempo de recogida de cosecha se inicia en su maduración en la tercera decena de julio.

## Usos
La ciruela 'Violeta' se comen crudas de fruta fresca en mesa.